# Światowiec
Światowiec – program o tematyce podróżniczej emitowany od 5 maja 2007 roku na antenie TVP Info, produkowany przez TVP Kraków i prowadzony przez Elżbietę Lisowską i jej męża Andrzeja. W programie autorzy odwiedzają różne egzotyczne zakątki naszego globu, zarówno te znane, jak i mniej popularne. W każdym odcinku cykle: Świat w Pigułce (z trasą podróży), Smaki Świata (kuchnie związana z danym rejonem) oraz Nasz Gość (rozmowa z gośćmi, m.in. artystami, aktorami, podróżnikami i sportowcami). Do tej pory wyemitowano ok. 90 programów.
Emisja również w paśmie lokalnym, w każdą środę o 19.10 i we wtorki w TV Polonia o 10.15. Program trwa ok. 26 minut.